# 火薬帝国

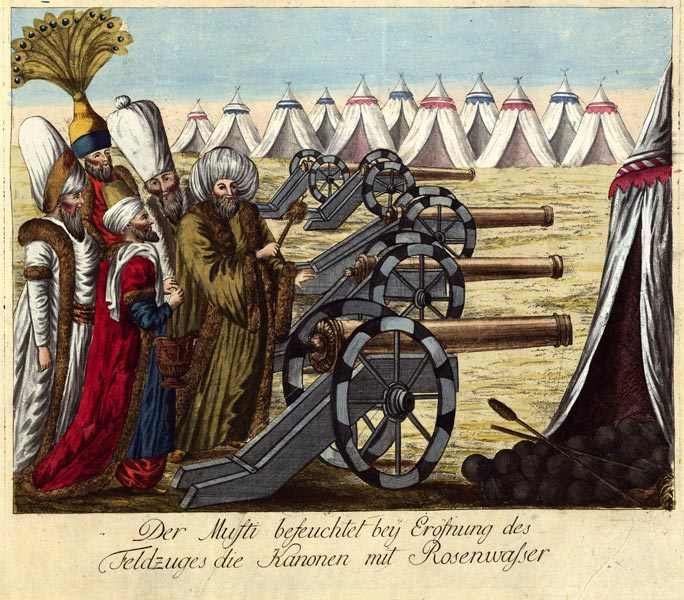
オスマン帝国軍の大砲, 1788年

火薬帝国 (英語: Gunpowder Empires)とは、中世から近世にかけて、火薬、火器を用いて勢力範囲を広げ、またそれらから支配体制・社会構造の形成に大きな影響をうけた国を指す歴史学上の概念、仮説である。特にオスマン帝国、サファヴィー朝、ムガル帝国の三帝国について用いられる。
新しく発明された火器、特に大砲と小火器（銃）の使用と発展によって、イスラム系火薬帝国による拡張過程で広大な領域が征服された。騎士の没落と王権の強化を生み出したヨーロッパの場合と同様に、ここでも火薬兵器の導入が中央集権化された君主制国家の台頭などの変化を促した。 G. S.ホジソンによれば、火薬帝国におけるこれらの変化は、単に軍事組織の変化に留まる物ではなかった。

## ホジソンとマクニールの理論

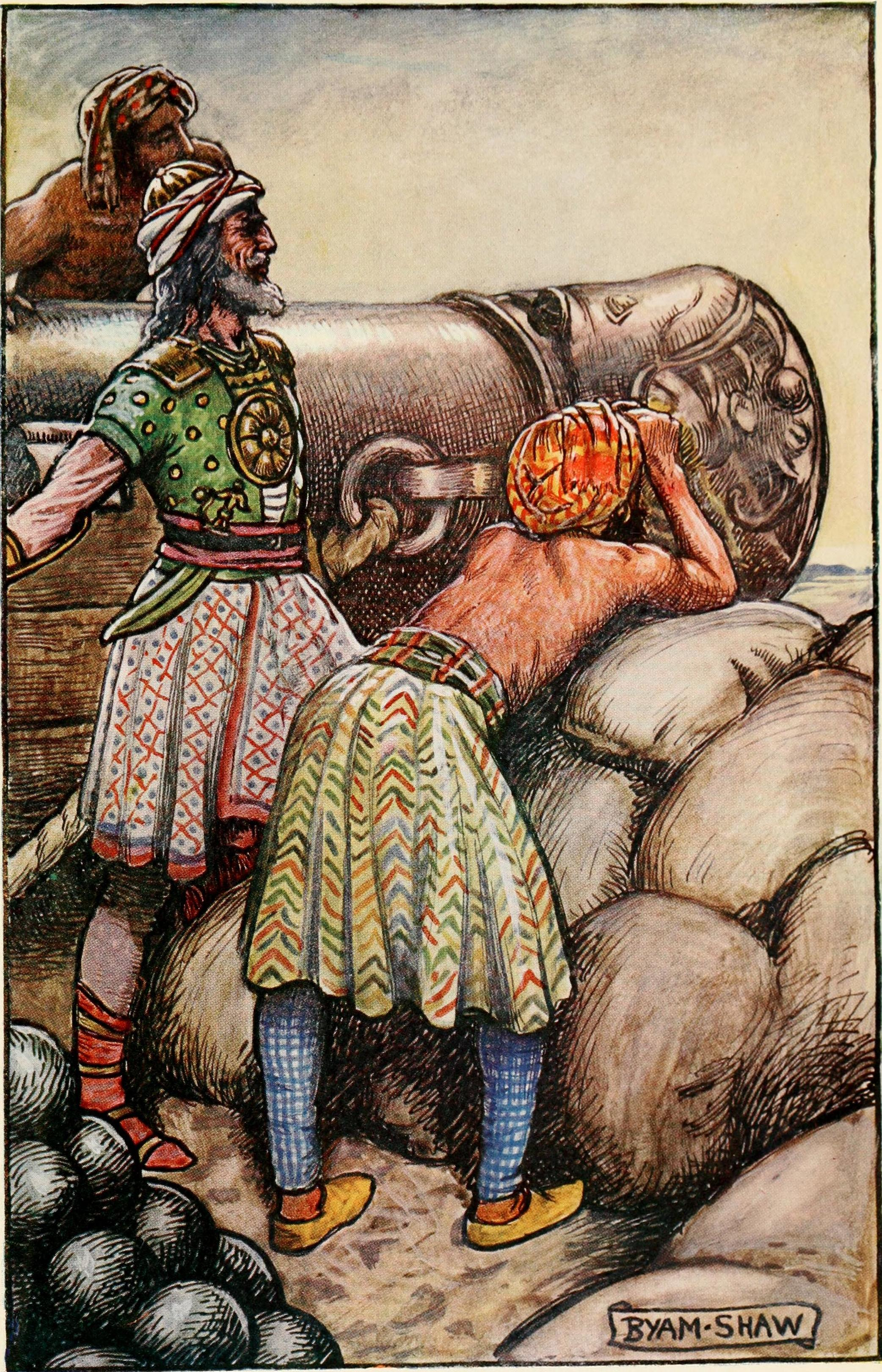
アクバル時代のムガル帝国軍の砲兵

火薬帝国という概念はシカゴ大学のマーシャル・ホジソンとウィリアム・ハーディー・マクニールによって提唱された。ホジソンは1974年の著作『The Venture of Islam』の第3巻に"The Gunpower Empires and Modern Times"というサブタイトルを付けた。ホジソンは、モンゴル帝国の後にアジア中西部の主導権を握った、不安定で地理的な制約を受けたテュルク系民族の諸国家を、中世後期の「軍事的パトロン国家」が一掃した事象について、火薬兵器が鍵を握っていると位置付けた。ホジソンは「軍事的パトロン国家」を次のように定義している。
一つ目に、王朝の独立した法が整備されていること。二つ目に、軍が統一された単一の国家という概念があること。三つ目に、すべての経済的・文化的な資源を、軍を握っている一族（王族）の有するものとして説明しようという試みがなされていること。
このような指標はモンゴル帝国の偉大さを説明する指標としては当てはまらないが、この指標を満たせば、より後の時代の官僚機構の整った安定的な帝国を形成できるとした。しかしそれは、火薬兵器の登場と、軍隊を生活の中心とする兵たちによる技術の成熟があってこそのものであるともされた。
マクニールは、「新兵器である大砲の独占がかなったとき、中央政府はより広い領土を、新たな、もしくは新たに統合された帝国に統一することができる。」と説いた。特に「独占」が重要であった。ヨーロッパでは15世紀の段階ですでに大砲技術が進歩していたが、それらを独占できた国は無かった。銃火器の鋳造技術はスヘルデ川・ライン川河口付近の低地地方で発展したが、この地域はフランスとハプスブルク帝国に分割された結果、火器の登場の意義は軍事的な革命の域にとどまった。これに対し、西アジア、ロシア、インド、そしてより変則的な類型としては中国や日本においても、火器の独占に成功した勢力による軍事的な拡張と帝国の形成がみられた。

## 近年の評価と問題点
後の歴史家たちからは、ホジソンやマクニールの火薬帝国仮説は不十分で不正確な説明に過ぎないとしてあまり肯定されていないが、それでも「火薬帝国」という用語は用いられ続けている。非集権的なチュルク部族国家群が占めていた地域に、3つの集権的帝国がほとんど同時に興隆したことについては、軍事面以外からも様々な説明が試みられている。例えば15世紀ヨーロッパを研究している歴史家たちからは「宗派化」（Confessionalization）、すなわち国家が信仰告白や教会布告などを通じて教会との関係を深めたことが、中央集権化や絶対主義の発生をもたらしたという概念を提唱している。ダグラス・ストレウサンドは、これをサファヴィー朝を例にとって説明している。
 サファヴィー朝は当初から一般臣民に新たな宗教的アイデンティティを強制した。言語的アイデンティティの育成によらないその政策には効果があった。
ホジソンとマクニールの理論の問題点の一つとして、ムガル帝国を除く2国は、実のところ初期の急拡大にそれほど火器が係わっていないということが挙げられる。さらに3国とも、火薬兵器を獲得する前から既に軍事的専制体制が形成されていた。火薬兵器の獲得と軍隊への導入が、実際に数あるイスラーム国家の中で特定の3つの帝国の興隆をもたらしたものであるとも思われないただ、火薬の存在が3つの帝国の存在と本質的に結び付いていたかどうかは定かでないとしても、三国それぞれがその歴史の早い段階で大砲や火器を導入し、軍事戦略の一部として取り込んでいたのは確かである。

## 三帝国における火薬兵器

### オスマン帝国
三帝国の中で最初に火薬兵器を導入したのは、14世紀に射石砲を導入したオスマン帝国であった。この対応と、それに伴う兵器製造の進歩や、火器を持ち専門化された常備兵の整備は、ヨーロッパや中東の敵対勢力と比べて極めて早いものだった。周辺諸国はオスマン帝国の変容に衝撃を受け、サファヴィー朝とムガル帝国が火器を導入するきっかけとなった。オスマン帝国は少なくともバヤズィト1世の時代には大砲を配備しており、コンスタンティノープル包囲戦に使用している。攻城兵器としての大砲の優位性は、1430年のテッサロニキ攻略で証明された。オスマン帝国はヨーロッパ人の鋳造所を用いて大砲を製造し、1453年のコンスタンティノープル包囲戦では巨大なウルバン砲を用いて城壁に巨大な砲弾を浴びせ、防衛軍を驚愕させた。

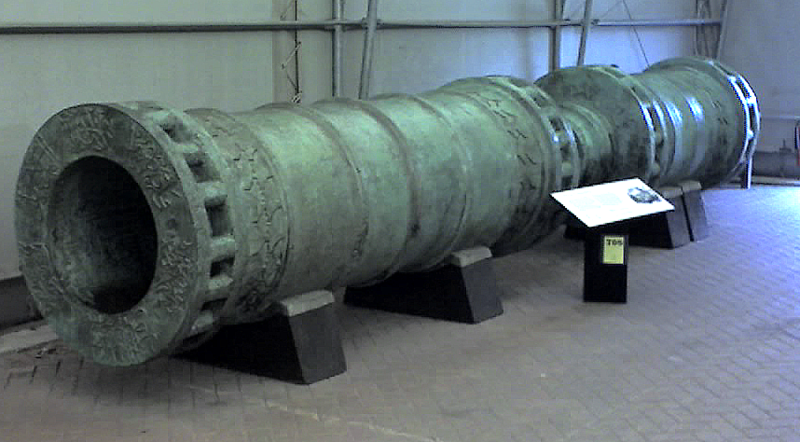
イギリス・ハンプシャーのフォート・ネルソンに展示されているオスマン帝国製のダーダネルス砲。これに近いものが1453年のコンスタンティノープル包囲戦でも用いられた。

オスマン帝国の火器の導入速度はヨーロッパ諸国を上回っていた。もともと弓矢を用いる近衛歩兵だったイェニチェリは、メフメト2世の時代に銃兵としての訓練を課され、「おそらく世界で最初の火器を装備した独立部隊」となった。大砲とイェニチェリの小銃を連携させる戦術は1473年の白羊朝に対するバシュケントの戦い、1526年のハンガリーに対するモハーチの戦いでその真価を発揮した。そうした戦いの中で最も火薬兵器の真価が発揮され、サファヴィー朝やムガル帝国に大きな影響を与えた戦闘は、1514年のチャルディラーンの戦いである。

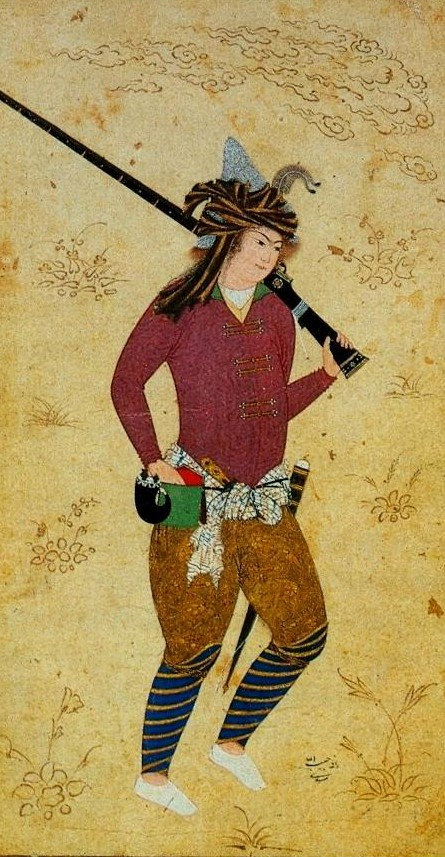
アッバース1世期のサファヴィー朝マスケット銃兵 (ハビブ＝アッラー・マシャディ画、ベルリン・イスラム美術館蔵).

オスマン帝国はチャルディラーンの戦いでサファヴィー朝と衝突した。このシーア派の宿敵と戦うためにオスマン帝国のセリム1世が東部戦線に野戦砲を輸送させたのに対し、サファヴィー朝のイスマーイール1世は各地の諸侯の騎兵軍を召集して集結させ、オスマン軍の陣営に突撃させた。オスマン軍は、大砲を荷車の間に設置し、イェニチェリを守る防壁とした。砲撃と銃撃を受けたサファヴィー朝の騎兵は壊滅的な損害を被った。勢いに乗ったオスマン軍はサファヴィー朝の首都タブリーズまでも一時期占領し、多くの都市を奪った。

### サファヴィー朝
チャルディラーンでの敗北によりイスマーイール1世の拡張政策は頓挫した。彼はしばらく政治や軍事への情熱を失い、火薬兵器を導入するなどの対策もすぐには行わなかった。敗北から2年後、イスマーイール1世は8000人のマスケット銃兵隊トフェングチを創設し、1521年までに2万人にまで規模を拡大させた。半世紀後のアッバース1世は、1598年ごろに軍制改革を行い、500門の大砲と1万2000人の銃兵を配備した。
サファヴィー朝は、イスマーイール1世の死去後に起きた動乱に乗じて侵攻してきたウズベクに対する戦争で、火薬兵器を投入した。タフマースプ1世は自ら軍を率いてヘラートを奪回し、1528年9月24日のジャムの戦い
でウズベクと激突した。この戦いでサファヴィー軍は、大砲を中央において両翼に荷車と騎兵を展開した。この様について、ムガル帝国のバーブルは「アナトリア流」と評している。数千人の銃兵を軍の中央に置いたのも、オスマン帝国のイェニチェリにならった布陣だった。ウズベク軍の騎兵はサファヴィー軍の両翼を攻撃して後退させたが、タフマースプ1世が中央の銃兵を鼓舞してウズベク騎兵を攻撃し、決定的勝利を収めた。

### ムガル帝国

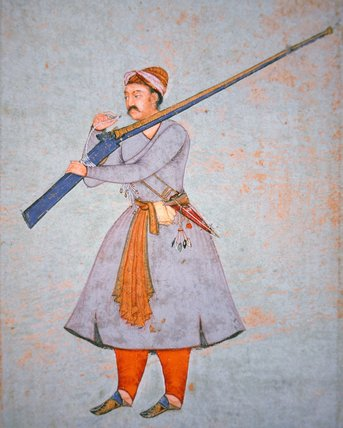
マッチロック式ライフルを持つムガル兵

ムガル帝国の創設者でありバーブルは、チャルディラーンの戦いで同盟者イスマーイール1世が敗れた後に火薬兵器や野戦砲、またその戦術を積極的に取り入れた。彼がローディー朝のラホール太守ダウラト・ハン・ローディーを助けてインドに侵入し、スルターンのイブラーヒーム・ローディーと戦った時点で、すでにバーブルは火薬兵器をよく運用できるようになっていた。彼はオスマン帝国の技術者ウスタッド・アリー・クリーを雇い、大砲機動や銃歩兵を中央において荷車で守りつつ両翼に弓騎兵を配置するというオスマン型の戦術を吸収した。この新技術導入は、1526年の第一次パーニーパットの戦いでの大勝利につながった。圧倒的多勢なローディー朝のアフガン人・ラージプート連合軍に、バーブル率いる小規模なティムール朝残党が圧勝できた一因は、君主のバーブルが実際に戦闘に参加した点にもあった。これはムガル帝国史上ほとんど無いことであった。

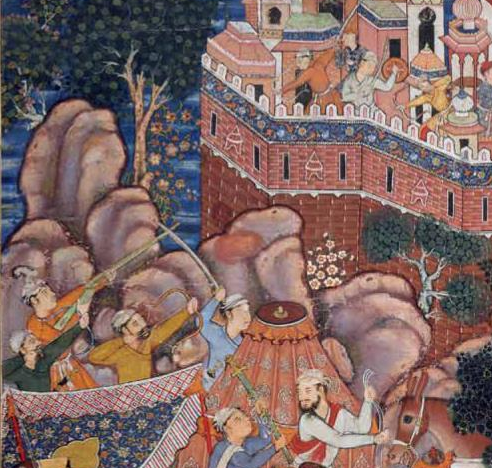
ムガル帝国のマスケット銃兵

## 東アジアの「火薬帝国」
以上の3つのイスラーム火薬帝国は、早期に火薬兵器を導入して、新兵器と新戦術によって戦場を支配し成功した。一方東アジアでも、ヨーロッパの海上帝国からの影響を受けて、イスラーム圏の火薬帝国に似た軍事革新が起きた。

### 中国
世界に先駆けて火薬が発明された中国では、8世紀末から9世紀初頭ごろに、ロケットのような火箭や火槍が宋王朝の兵器廠において生産されるようになり、実戦では金との戦争中に起きた内乱に使用したとされる。1259年に南宋の寿春府で開発された実火槍と呼ばれる大砲に近い木製火砲は対元戦などに使用された。1288年当時の青銅製の銃身が中国で発掘されたことで、モンゴル帝国の大元統治下の中国が火槍から銃へ装備を変えたことが明らかになっており、銃はモンゴル帝国を通じて、マドファとして西方のイスラム世界にも伝えられ、ヨーロッパへ伝わったとされる。
日本に火器が伝来したのと同じころ、中国にもポルトガル式の小火器が様々な方面から流入した。1540年代から1560年代にかけては後期倭寇の黄金時代にあたり、明朝は早期からヨーロッパ人と接触していた倭寇との戦闘を通して火器を入手し、複製を始めたとみられている。1558年に倭寇の指導者王直が降伏してきたた際、明は大量の火器を没収し、複製した。
明でもまた火器の使用を基礎とした戦術が発展した。戚継光は兵を訓練して専門化し、一斉射撃や反転行進などの戦術を取り入れたり、部隊を整備して柔軟な陣形展開を可能にしたりして、倭寇やモンゴル人との戦争で成功を収めた。
1661年にオランダ東インド会社と戦った明の将軍鄭成功は、戚継光に似た戦法や戦術を用いて勝利を重ねた。鄭成功は兵に陣形を保たせるために厳しい訓練と規律を課し、兵器の質で勝るオランダ軍を破ったのである。

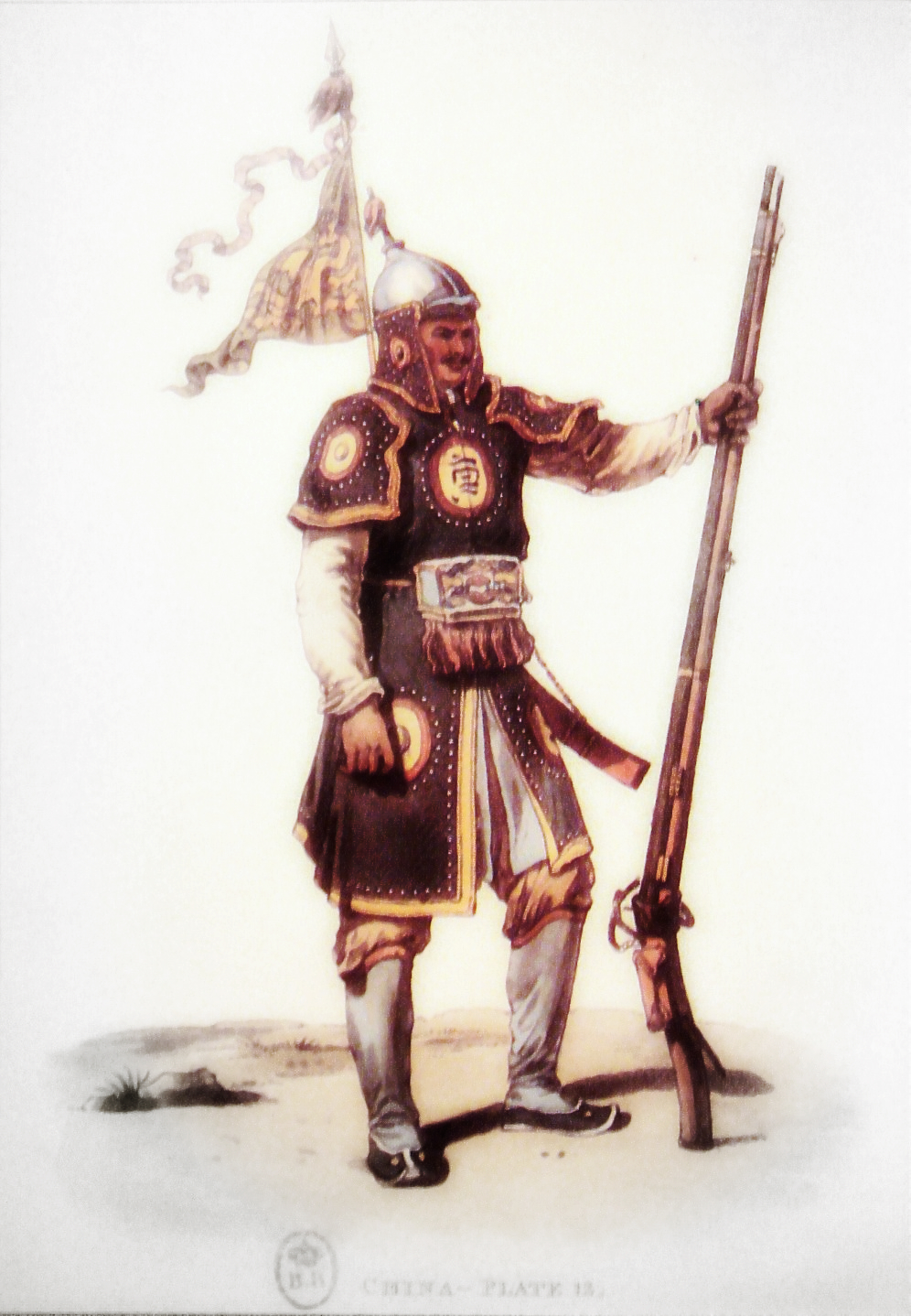
乾隆帝の時代の清の兵士。

清では1631年にヨーロッパ式の大砲を運用する部隊が編制された。彼らは紅夷炮のような大砲を製造したりヨーロッパから輸入したりして、清軍の中で高い信頼を得た。満州人はあまり銃を扱いたがらず、その使用と製造を漢人に任せた。 大砲や小銃は、十全武功で知られるような清朝の戦争で広く用いられた。しかし1700年代中盤に清が東アジアでの覇権を確立し、大規模な戦争が無くなると、火器の発展は下火になった。1840年のアヘン戦争で清朝が用いた滑腔砲は、ヨーロッパではすでに廃れ、ライフル砲にとってかわられていた。

### 日本
日本人は16世紀中盤にポルトガル人からアーケバス（長身火縄銃）を入手し、このポルトガル式の火薬兵器を独自に量産し始めた。一方で、日本への火器の流入は、海外で活動した日本人傭兵の出国・帰国を通して既に1540年には始まっていたとする説もある。鉄砲の生産が始まって間もなく、銃は日本の兵士の主要装備となっていった。
トニオ・アンドラーデによれば、ヨーロッパ人からもたらされた革命的な軍事モデルは、日本の軍事技術に大きな飛躍をもたらした。特にアンドラーデは、訓練技術の向上によって可能になった銃兵の一斉連続射撃に着目している。一斉連続射撃戦法は、日本の織田信長によって開発されたものだとされている。彼はそれまでの弓兵が行っていた戦術を銃火器戦術に持ち込んだのであるが、銃兵が装填している間に他の銃兵が射撃できるというこのシステムは、信長の敵に壊滅的な打撃を与えることになった。
しかし、21世紀の研究では織田信長が一斉射撃を実践したという説は後代の小説由来ではないかとされている。

### 朝鮮
朝鮮にも中国で使用されていた火器が導入され、14世紀後半には製造も始めていた。しかし1592年から1598年の日本との戦争が始まると、銃火器導入の遅れが露呈し、日本や明と同様の軍事改革を迫られた。この戦争中の1594年には、すでに朝鮮軍内で銃兵が占める割合が5割を超えていた。彼らは戚継光の一斉射撃戦術などを取り入れるとともに改良を重ね、他国に抗し得るまでに軍事技術を発展させた。
1619年に明と女真族の間で発生したサルフの戦いでは、小銃を装備した朝鮮軍が明の陣営で参戦した。戦闘には敗れたものの、この戦いで朝鮮軍は銃火器戦術を披露し善戦した。その後1627年と1636年に女真族が直接朝鮮に侵入した際にも朝鮮軍は銃を主体として戦ったが、敗北した。1654年と1658年にはロシアと戦う清朝に援軍を派遣し、その勝利に大きく貢献した。